# Сельское поселение «Большереченское» (Забайкальский край)
Се́льское поселе́ние «Большереченское» — муниципальное образование в Красночикойском районе Забайкальского края Российской Федерации.
Административный центр — населённый пункт Прииск Большая Речка.

## История
Статус и границы сельского поселения установлены Законом Читинской области от 19 мая 2004 года «Об установлении границ, наименований вновь образованных муниципальных образований и наделении их статусом сельского, городского поселения в Читинской области».

## Население
| 2010 | 2011 | 2012 | 2013 | 2014 | 2015 | 2016 |
| ---- | ---- | ---- | ---- | ---- | ---- | ---- |
| 677  | ↘676 | →676 | ↗693 | ↗699 | ↘687 | ↘674 |
| 2017 | 2018 | 2019 | 2020 | 2021 |      |      |
| ↘667 | ↘666 | ↘643 | ↘638 | ↘521 |      |      |

## Состав сельского поселения
| № | Населённый пункт     | Тип населённого пункта                   | Население |
| - | -------------------- | ---------------------------------------- | --------- |
| 1 | Маргинтуй            | село                                     | ↘0        |
| 2 | Прииск Большая Речка | населённый пункт, административный центр | ↘634      |